# Dicromantispa interrupta
Dicromantispa interrupta is een insect uit de familie van de Mantispidae, die tot de orde netvleugeligen (Neuroptera) behoort. 
Dicromantispa interrupta is voor het eerst wetenschappelijk beschreven door Say in 1825.